# Enam Bosokah
Enam Bosokah est un artiste ghanéen connu pour ses œuvres au stylo à bille.  

## Biographie

### Enfance et formations
Enam Bosokah est né dans une famille de 7 enfants. A l'école primaire, son institutrice se rend compte de son talent. Il obtient une licence et fait une pause scolaire pour se lancer dans son art. Diplômé de l'Université des sciences et technologies Kwame Nkrumah, où il a étudié la sculpture.  

### Carrière
Concernant son choix de support, il déclare : « Le stylo est très économique ; je n'ai pas besoin d'acheter beaucoup de matériel et je suis prêt à travailler. Mon utilisation du stylo prouve que les choses que nous sous-estimons peuvent créer de grandes choses» , . Outre la plume, il a travaillé avec d'autres outils comme le fusain et l'aquarelle. Son art est exposé en Afrique et en dehors. 

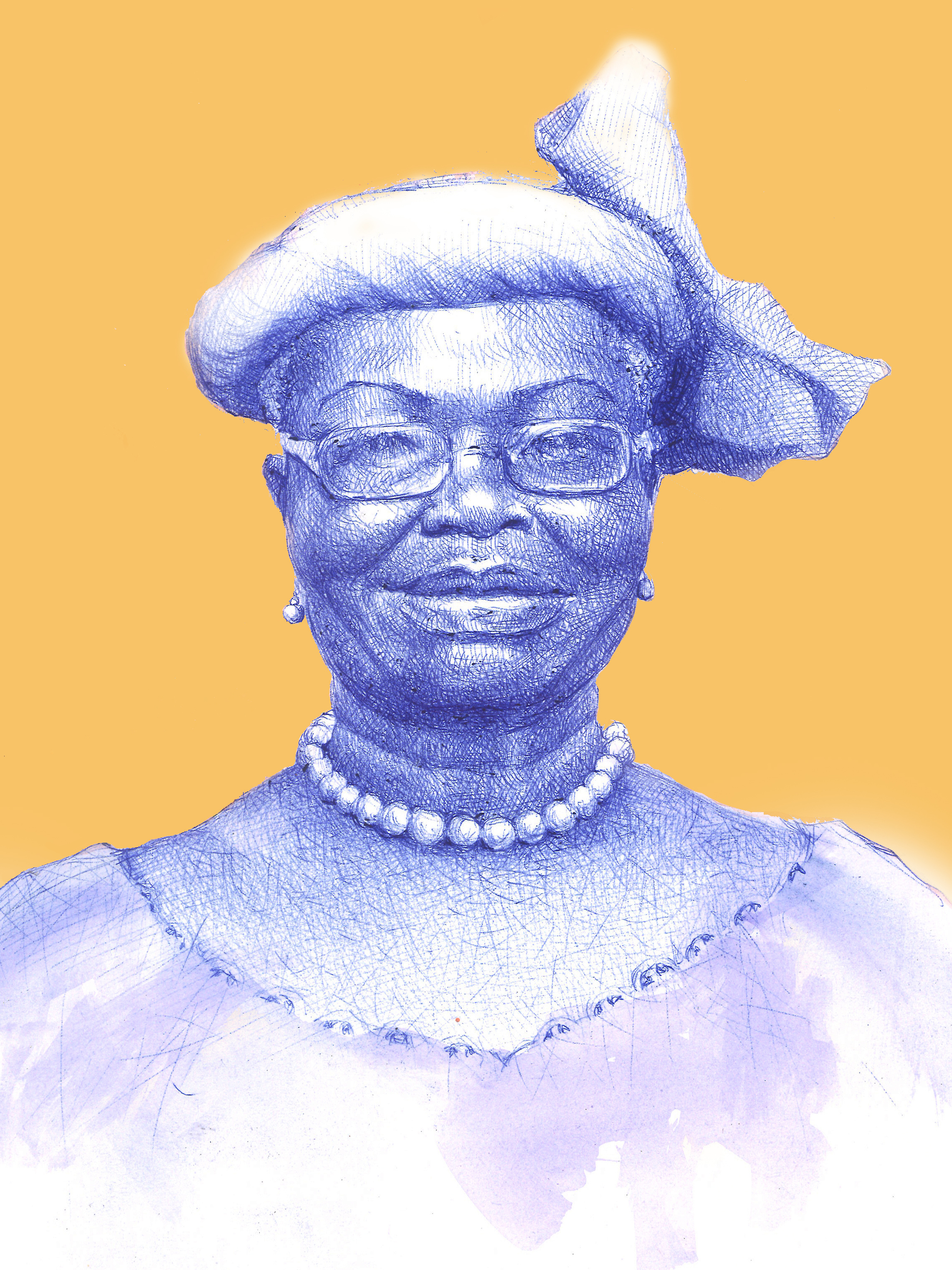
Œuvre de Enam

Enam Bosokah est juge au Concours BIC Art Master, un concours pour les artistes africains utilisant le stylo à bille, organisé par la Société Bic depuis 2017,.   Il a réalisé des portraits pour Wiki Unseen, une collaboration Wikimedia Foundation visant à fournir des représentations pour les biographies Wikipédia du BIPOC sans image du sujet,.
Depuis 2022, il vit à Accra .